# Arangiz
Arangiz en basque (Aránguiz en espagnol) est une commune ou une contrée appartenant à la municipalité de Vitoria-Gasteiz dans la province d'Alava, située dans la Communauté autonome basque en Espagne.
C'est un bourg de 119 habitants situé à 6.5 km au nord-ouest de la ville de Vitoria-Gasteiz, près du nœud routier où confluent l'autoroute A-1 (Madrid-Irun) et l'autoroute qui relie Bilbao à Vitoria-Gasteiz.
Il a appartenu à la commune de Foronda jusqu'à ce que ce il ait été absorbé par Vitoria-Gasteiz dans les années 1970. Au nord-ouest du bourg se trouvent les pistes de l'aéroport de Foronda. Dans une certaine mesure le village est encaissé entre les pistes de l'aéroport et les autoroutes qui l'entourent.
Dans le bourg, il est à souligner l'église de San Pedro qui combine des éléments gothiques avec quelques éléments romans. Les retables sont de type baroques.
Les festivités patronales ont lieu le 29 juin.

## Démographie
| 2000 | 2001 | 2002 | 2003 | 2004 | 2005 | 2006 | 2007 |
| ---- | ---- | ---- | ---- | ---- | ---- | ---- | ---- |
| 100  | 94   | 98   | 98   | 112  | 111  | 122  | 105  |